# 伊良達鄉

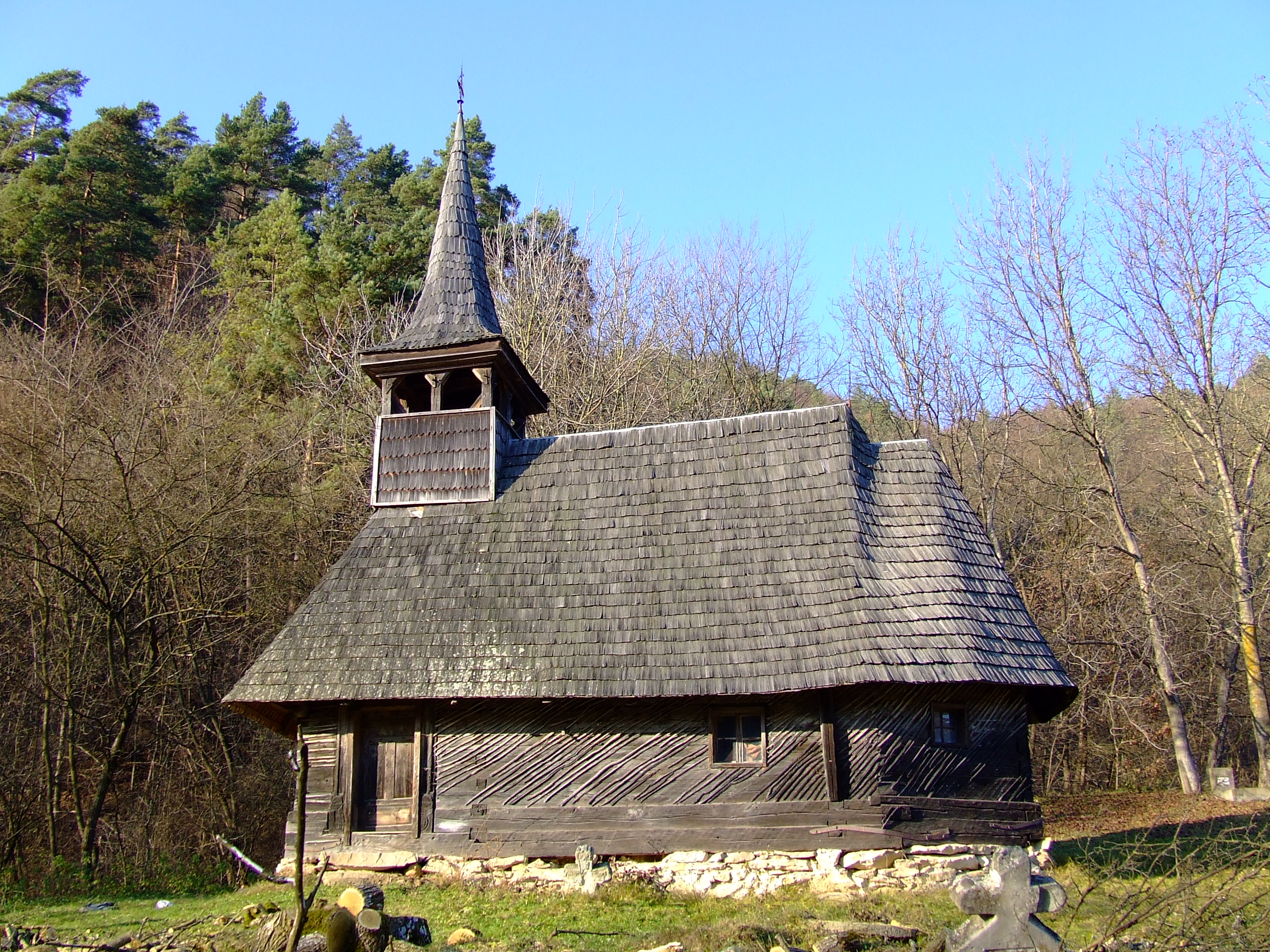

47°20′N 23°38′E / 47.333°N 23.633°E
伊良達鄉（羅馬尼亞語：Comuna Ileanda, Sălaj），是羅馬尼亞的鄉份，位於該國西北部，由瑟拉日縣負責管轄，面積88平方公里，海拔高度306米，2007年人口2,391，人口密度每平方公里27人。